# 松原 (名古屋市)
松原（まつばら）は、愛知県名古屋市中区の地名。現行行政地名は松原一丁目から松原三丁目。住居表示実施。

## 地理
名古屋市中区南西部に位置する。東は門前町・橘一丁目・同二丁目、西は中川区、南は正木一丁目、北は大須一丁目に接する。花卉市場が集中する。

### 河川
- 堀川 - 岩井橋・日置橋・松重橋[2]

## 歴史

### 町名の由来
名古屋市立松原小学校に由来する。織田信長が植えた松を千本松原と称したことによる。

### 沿革
- 1974年（昭和49年）5月11日 - 住居表示実施に伴い、岩井通1丁目・上日置町・西脇町の各全部および岩井通2丁目・金沢町・下堀川町・旅籠町1丁目〜2丁目・前塚町の各一部により松原一丁目が、米浜町・古郷町の各全部および蛭子町・葛町1〜3丁目・下日置町1〜4丁目・下堀川町・旅籠町1〜2丁目・前塚町の各一部により松原二丁目が、蛭子町・葛町1〜4丁目・下茶屋町・下日置町4〜5丁目・下堀川町・橘町6丁目・古渡町1丁目の各一部により松原三丁目がそれぞれ成立する[1]。

## 世帯数と人口
2019年（平成31年）2月1日現在の世帯数と人口は以下の通りである。
| 丁目       | 世帯数    | 人口    |
| ---------- | --------- | ------- |
| 松原一丁目 | 635世帯   | 920人   |
| 松原二丁目 | 1,254世帯 | 2,344人 |
| 松原三丁目 | 757世帯   | 1,439人 |
| 計         | 2,646世帯 | 4,703人 |

### 人口の変遷
国勢調査による人口の推移
| 1995年（平成7年）  | 3,581人 | [ WEB 6 ]  |  |
| 2000年（平成12年） | 3,560人 | [ WEB 7 ]  |  |
| 2005年（平成17年） | 3,795人 | [ WEB 8 ]  |  |
| 2010年（平成22年） | 4,112人 | [ WEB 9 ]  |  |
| 2015年（平成27年） | 4,770人 | [ WEB 10 ] |  |

## 学区
市立小・中学校に通う場合、学校等は以下の通りとなる。また、公立高等学校に通う場合の学区は以下の通りとなる。なお、小・中学校は学校選択制度を導入しておらず、番毎で各学校に指定されている。
| 丁目       | 小学校                                    | 中学校                                      | 高等学校 |
| ---------- | ----------------------------------------- | ------------------------------------------- | -------- |
| 松原一丁目 | 名古屋市立松原小学校 名古屋市立大須小学校 | 名古屋市立伊勢山中学校 名古屋市立前津中学校 | 尾張学区 |
| 松原二丁目 | 名古屋市立松原小学校                      | 名古屋市立伊勢山中学校                      | 尾張学区 |
| 松原三丁目 | 名古屋市立松原小学校                      | 名古屋市立伊勢山中学校                      | 尾張学区 |

## 施設

### 松原一丁目
- 山神社[2]
- 西山浄土宗薬師寺[2]
- 日蓮宗顕性寺[2]
- 妙蓮寺[2]

- 山神社
- 薬師寺

### 松原二丁目
- 重工大須病院（旧NTT西日本東海病院）[2]
- NTT会館[2]
- ヤマナカ松原店
- 西山浄土宗法然寺[2]
- 真宗大谷派敬円寺[2]
- 曹洞宗永昌寺[2]

- 重工大須病院

### 松原三丁目
- 米浜郵便局[2]
- 名古屋市立松原小学校[2]
- 松原公園[2]
- 浄土真宗本願寺派延広寺[2]
- 真宗大谷派浄円寺[2]
- 純正寺[2]
- 黄檗宗東輪寺[2]
- 大日本印章本社・印章歴史館

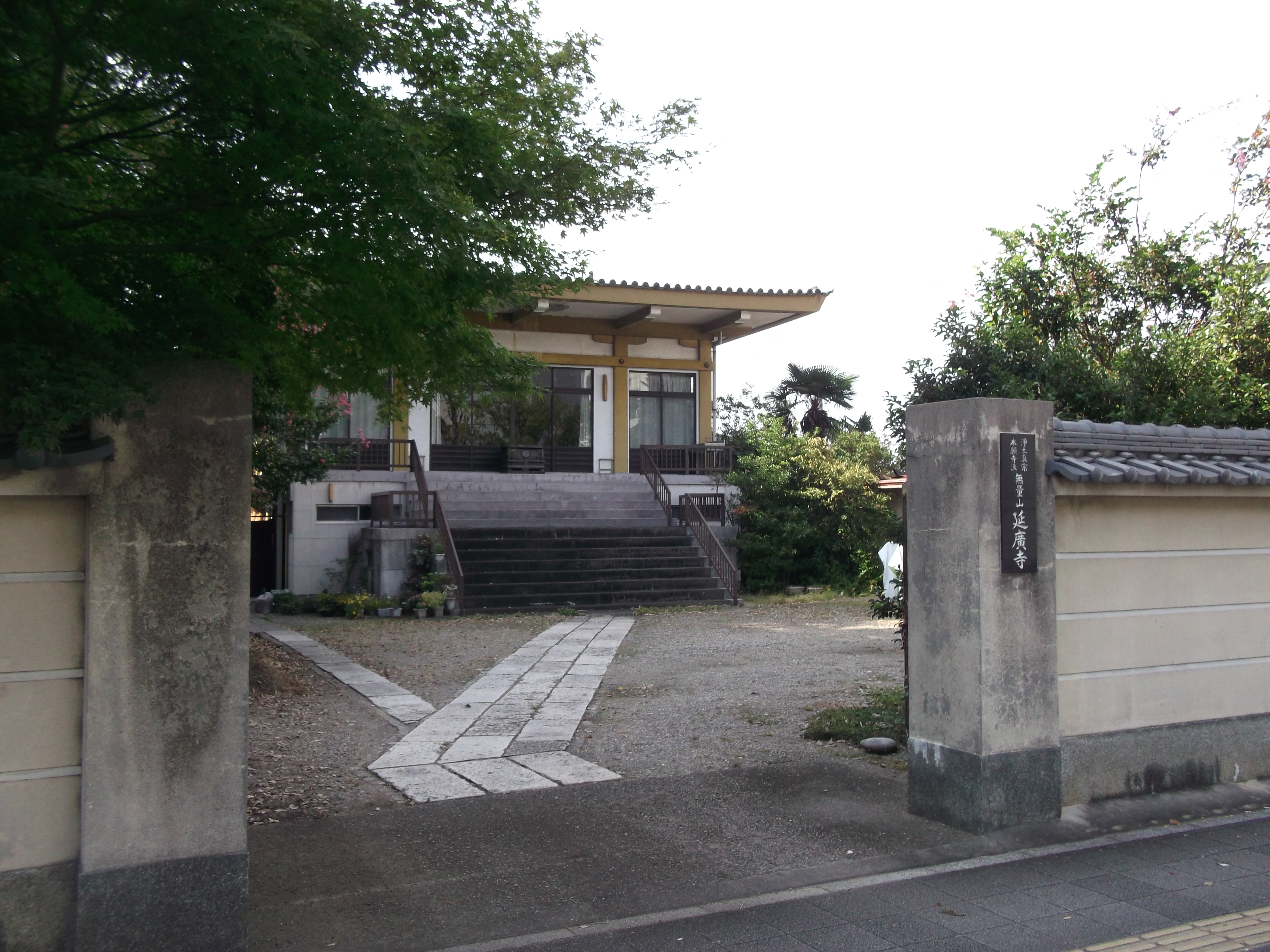
延広寺（2014年9月）
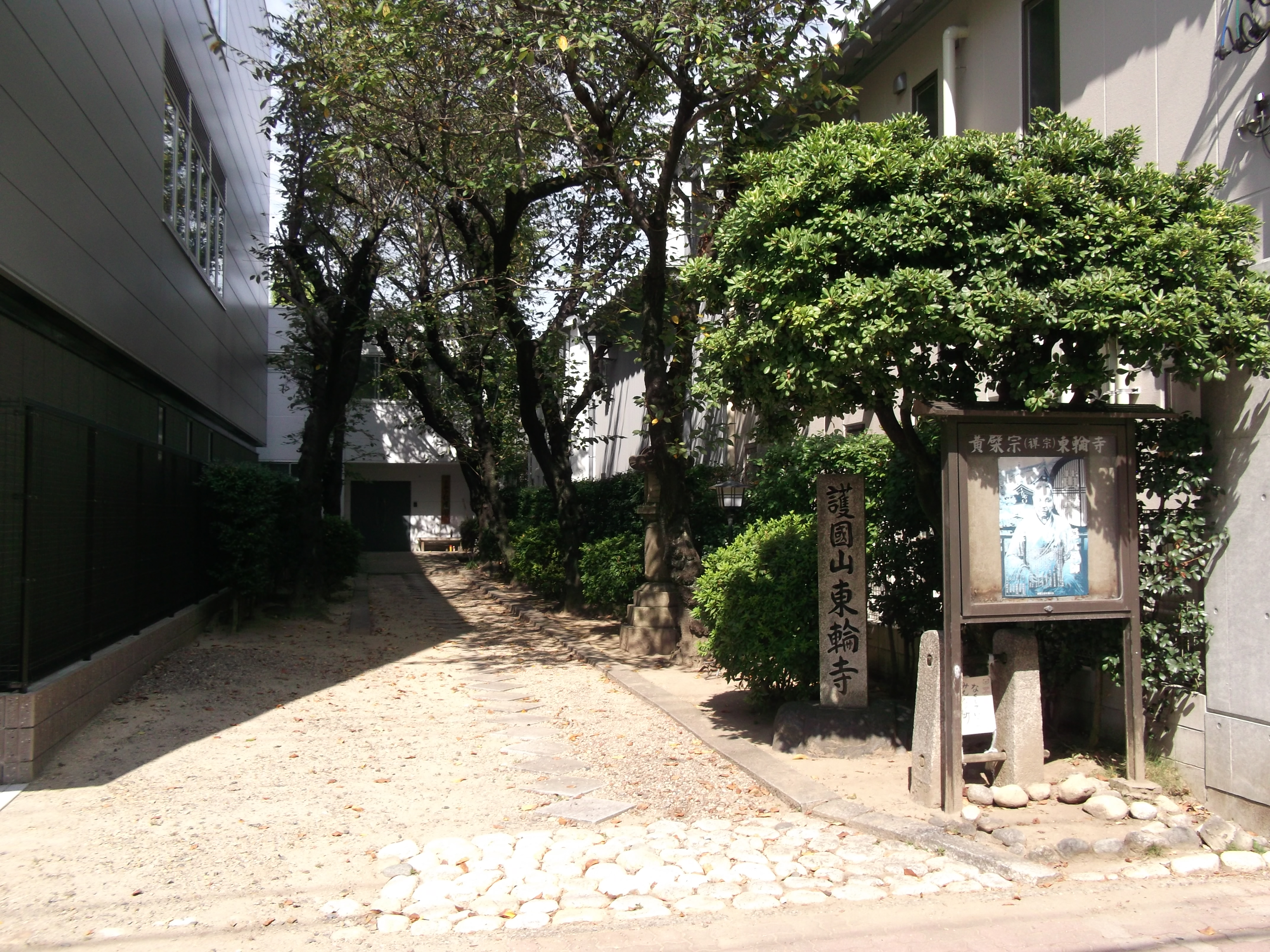
東輪寺（2014年9月）
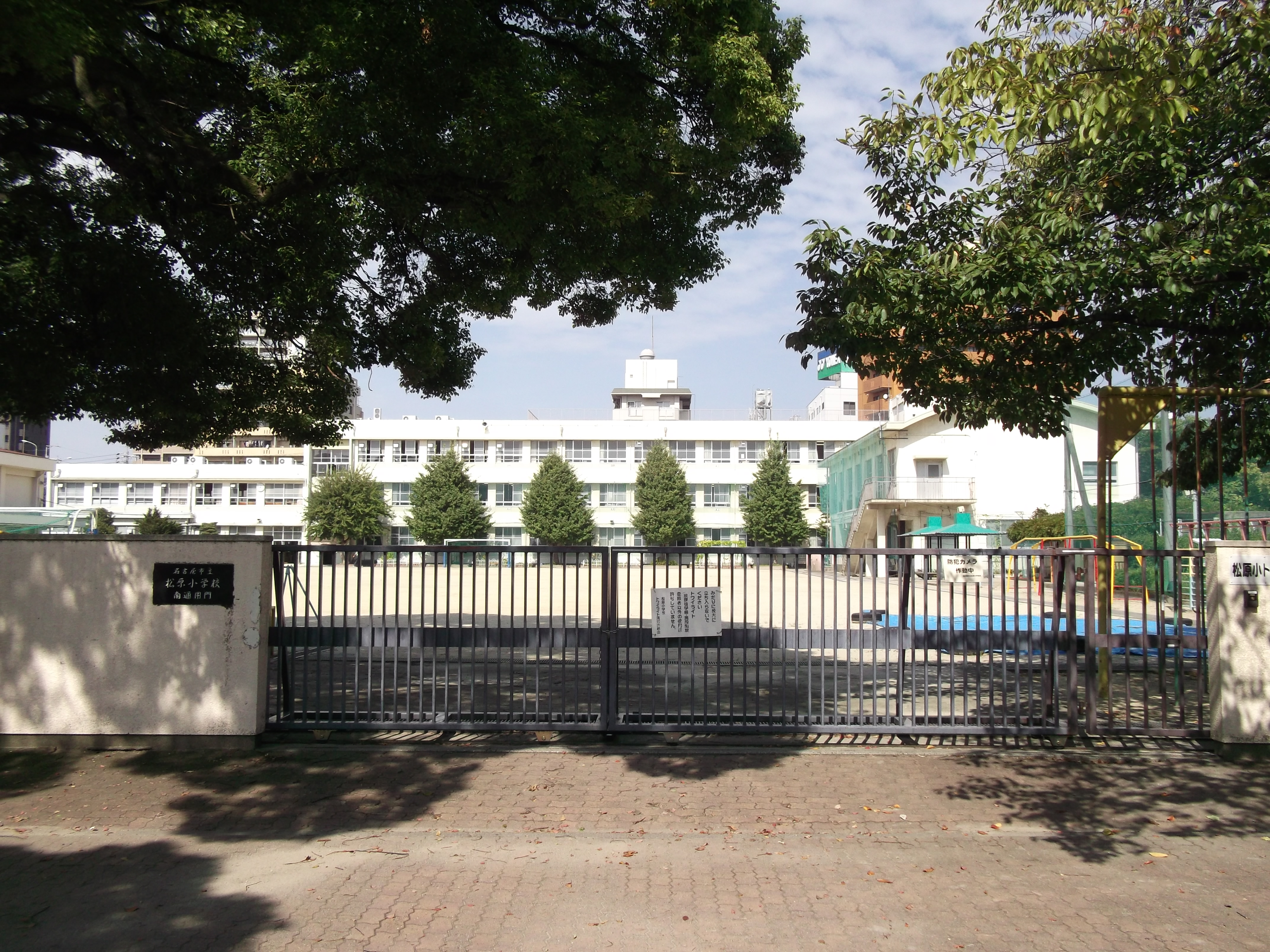
名古屋市立松原小学校（2014年9月）
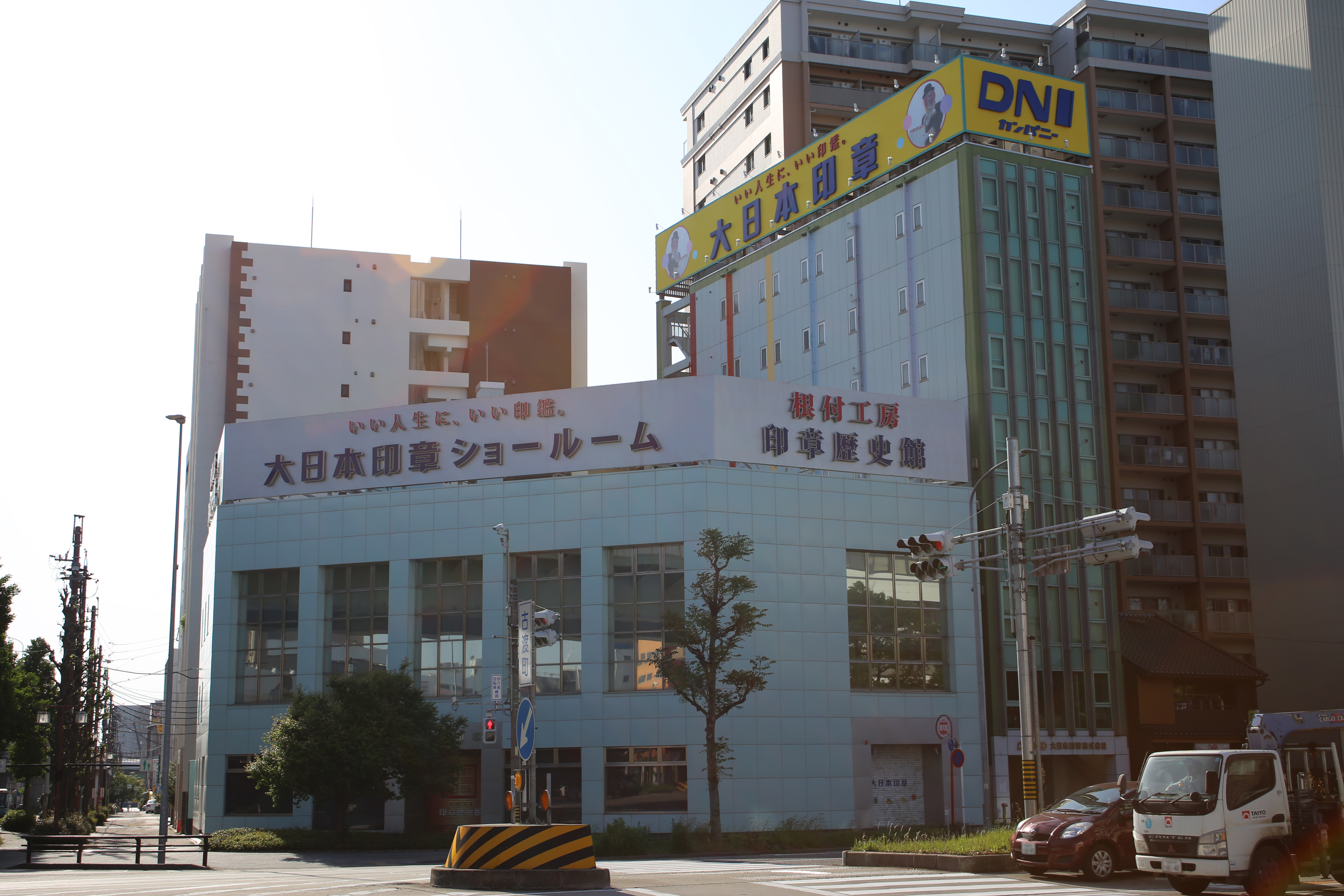
大日本印章本社（2015年5月）

## 史跡
- 岩井通貝塚[3]
- 西脇町遺跡[3]
- 二葉亭四迷幼年時代居住地跡[3]

## その他

### 日本郵便
- 郵便番号 : 460-0017[WEB 3]（集配局：名古屋中郵便局[WEB 13]）。

### WEB
1. ↑  “愛知県名古屋市中区の町丁・字一覧”.   人口統計ラボ. 2017年4月7日閲覧。
2. 1 2  “町・丁目(大字)別、年齢(10歳階級)別公簿人口(全市・区別)”.   名古屋市 (2019年2月20日). 2019年2月20日閲覧。
3. 1 2  “郵便番号”.  日本郵便. 2019年2月10日閲覧。
4. ↑  “市外局番の一覧”.   総務省. 2019年1月6日閲覧。
5. 1 2  名古屋市役所市民経済局地域振興部住民課町名表示係 (2015年10月21日). “中区の町名一覧”.   名古屋市. 2017年4月7日閲覧。
6. ↑  総務省統計局 (2014年3月28日). “平成7年国勢調査の調査結果(e-Stat) - 男女別人口及び世帯数 －町丁・字等” (CSV). 2019年4月27日閲覧。
7. ↑  総務省統計局 (2014年5月30日). “平成12年国勢調査の調査結果(e-Stat) - 男女別人口及び世帯数 －町丁・字等” (CSV). 2019年4月27日閲覧。
8. ↑  総務省統計局 (2014年6月27日). “平成17年国勢調査の調査結果(e-Stat) - 男女別人口及び世帯数 －町丁・字等” (CSV). 2019年4月27日閲覧。
9. ↑  総務省統計局 (2012年1月20日). “平成22年国勢調査の調査結果(e-Stat) - 男女別人口及び世帯数 －町丁・字等” (CSV). 2019年4月27日閲覧。
10. ↑  総務省統計局 (2017年1月27日). “平成27年国勢調査の調査結果(e-Stat) - 男女別人口及び世帯数 －町丁・字等” (CSV). 2019年4月27日閲覧。
11. ↑  “市立小・中学校の通学区域一覧”.   名古屋市 (2018年11月10日). 2019年1月14日閲覧。
12. ↑  “平成29年度以降の愛知県公立高等学校（全日制課程）入学者選抜における通学区域並びに群及びグループ分け案について”.   愛知県教育委員会 (2015年2月16日). 2019年1月14日閲覧。
13. ↑  郵便番号簿 平成29年度版 - 日本郵便. 2019年02月26日閲覧 (PDF)

### 書籍
1. 1 2  福岡清彦 1976, p. 7.
2. 1 2 3 4 5 6 7 8 9 10 11 12 13 14 15 16 17 18 19 20  「角川日本地名大辞典」編纂委員会 1989, p. 1481.

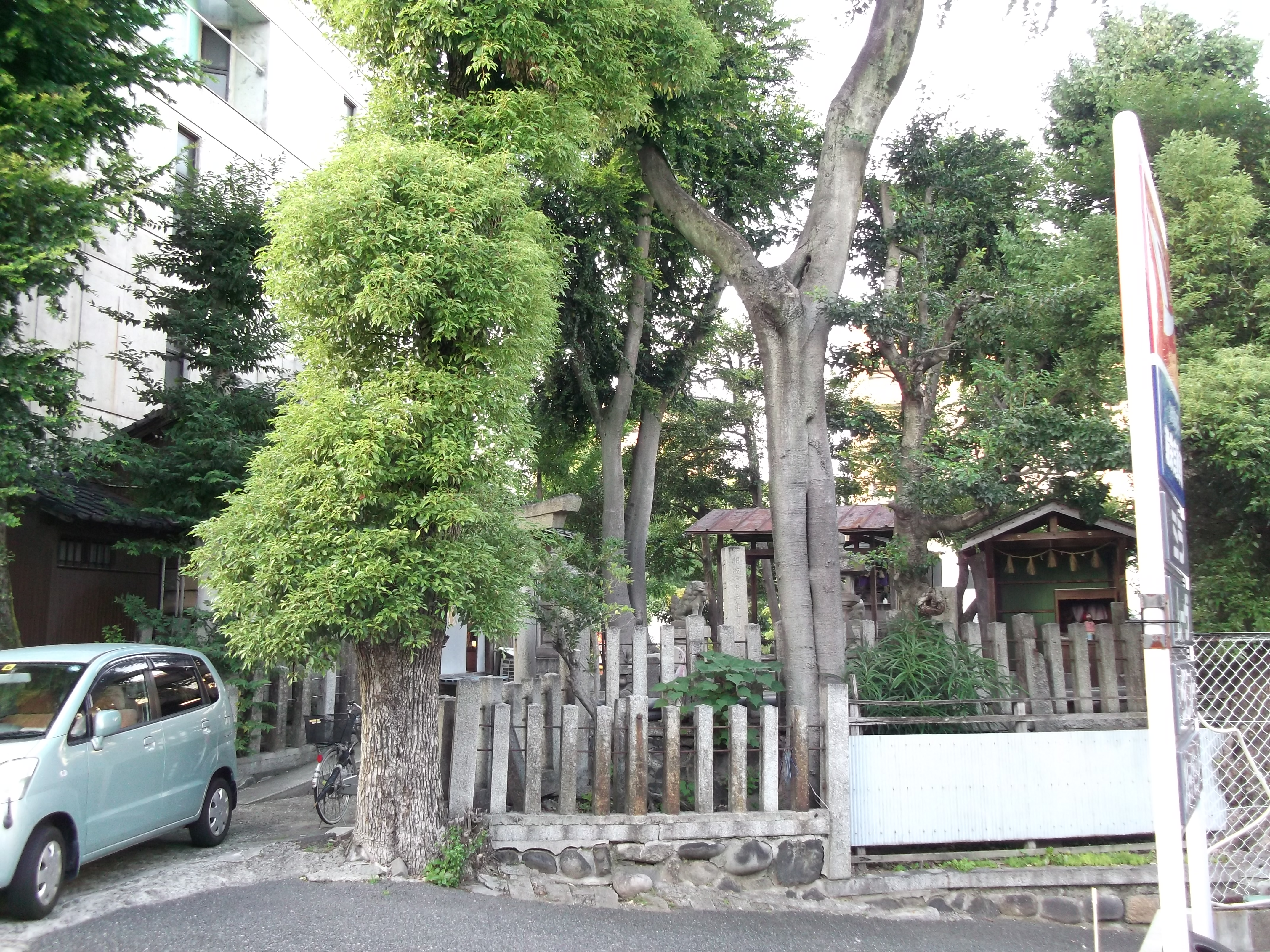
山神社
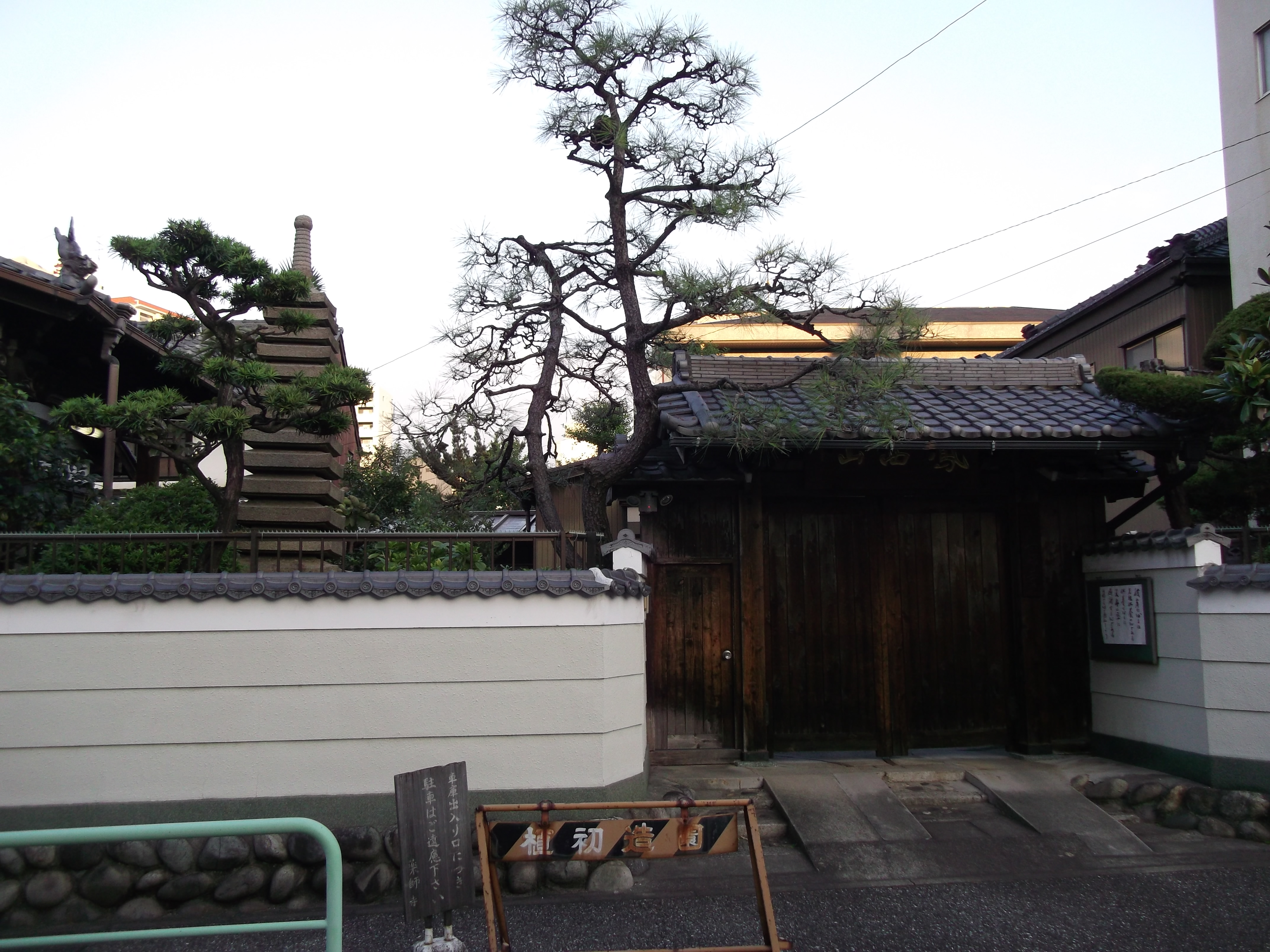
薬師寺

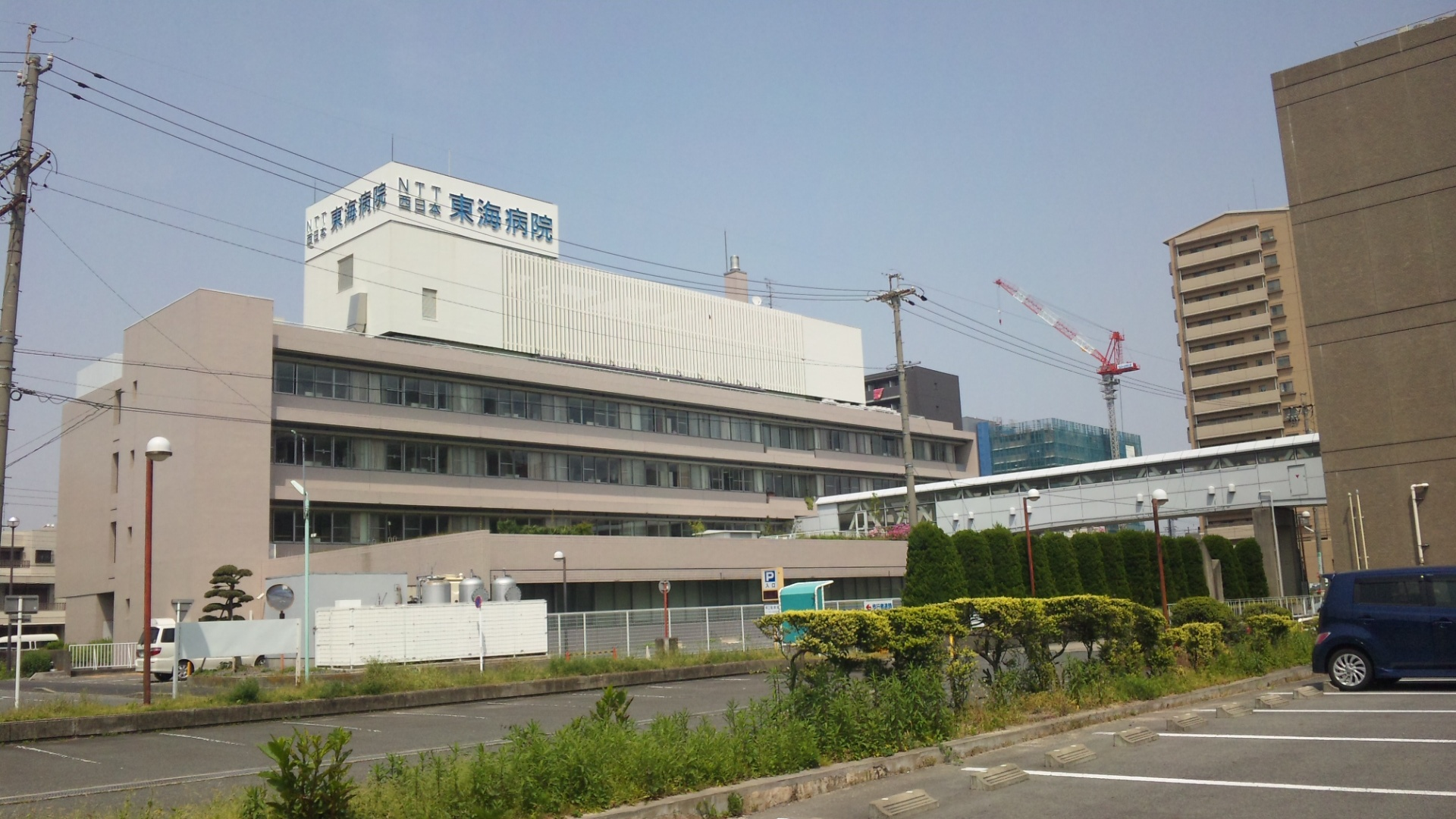
重工大須病院

3. 1 2 3 4 5  名古屋市計画局 1992, p. 327.